# Emigración argentina

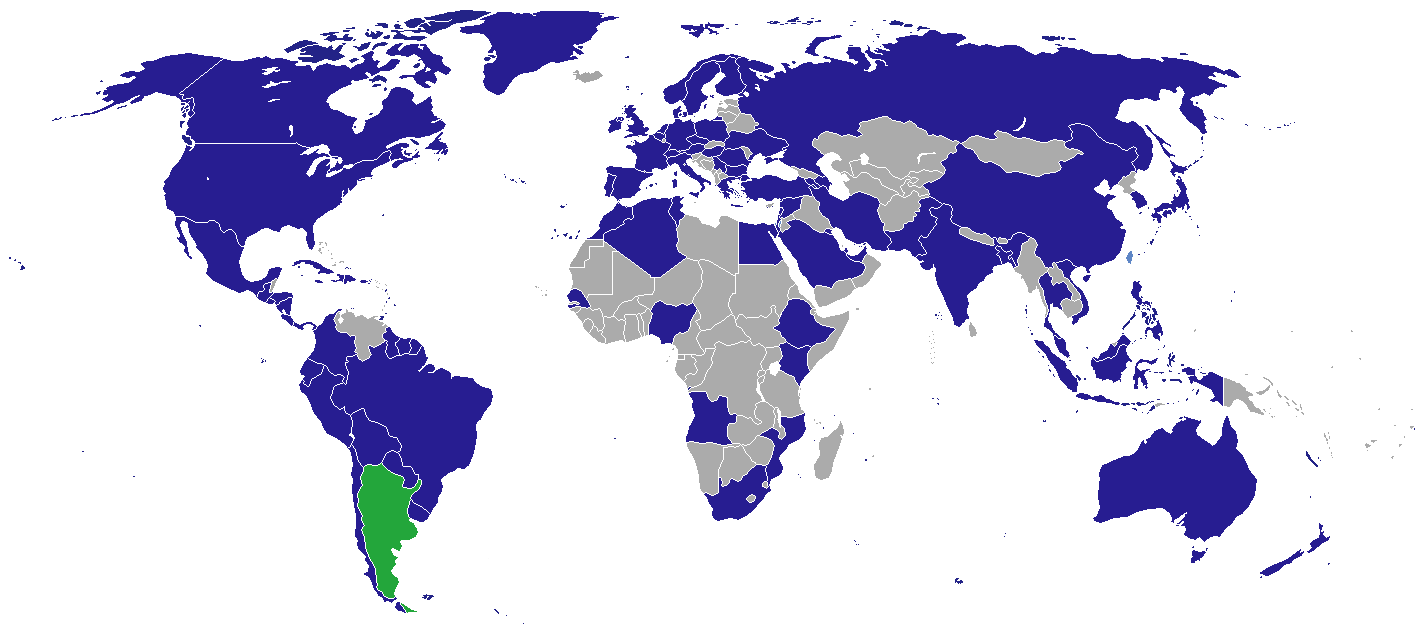
Embajadas argentinas en el mundo.

Argentina fue un país de inmigración considerable, fundamentalmente en el período comprendido entre las décadas de 1880 y 1930, en las que inmigrantes principalmente españoles e italianos protagonizaron el último aporte a la composición étnica del país. Los argentinos tuvieron un aumento como emigrantes a partir del último tercio del siglo XX. La Organización Internacional para las Migraciones (OIM) indicó en 2012 en 971 698 el número de argentinos en el exterior. Por lejos, los dos destinos favoritos de los argentinos son España (30 %) y Estados Unidos (23.3 %) en el 1° y 2° puesto, respectivamente, que juntos concentran más de la mitad del total de argentinos en el exterior (53.3%). Considerando datos a 2020 del Portal de datos mundiales sobre la migración, existen 1.1 millones de emigrantes argentinos en el mundo (no necesariamente se cuentan los de segunda generación y posteriores). Esto supone un incremento del 54.9 % frente a los emigrantes que había en el 2010 e implica que los emigrantes representan el 2.5 % del total de personas nacidas en Argentina.
La emigración argentina se concentró sobre todo en varios períodos históricos, el primero después del golpe de Estado de 1966 que produjo una emigración muy cualificada de técnicos y científicos, luego durante la dictadura militar de 1976 a 1983, después durante el año 1989 y 1991 durante un proceso de hiperinflación hubo una masiva emigración a EE. UU. y Europa{{Failed verification}} y el segundo durante la crisis de diciembre de 2001, que ocurrió en el gobierno de Fernando de la Rúa, Argentina se convirtió en uno de los países de mayor emigración en la región, siendo la mayoría de los argentinos que se van profesionales altamente calificados.
A pesar de esto, Argentina presenta un porcentaje bajo de ciudadanos residiendo fuera de sus fronteras en proporción al total de la población, siendo al 2017 del 2.22 % según la Organización de las Naciones Unidas (ONU) y comparado con otros países de la región (en perspectiva, Paraguay, una nación limítrofe de Argentina, tiene un 12.56 % de sus ciudadanos viviendo en el exterior, una de las mayores tasas en toda América Latina).

## Historia

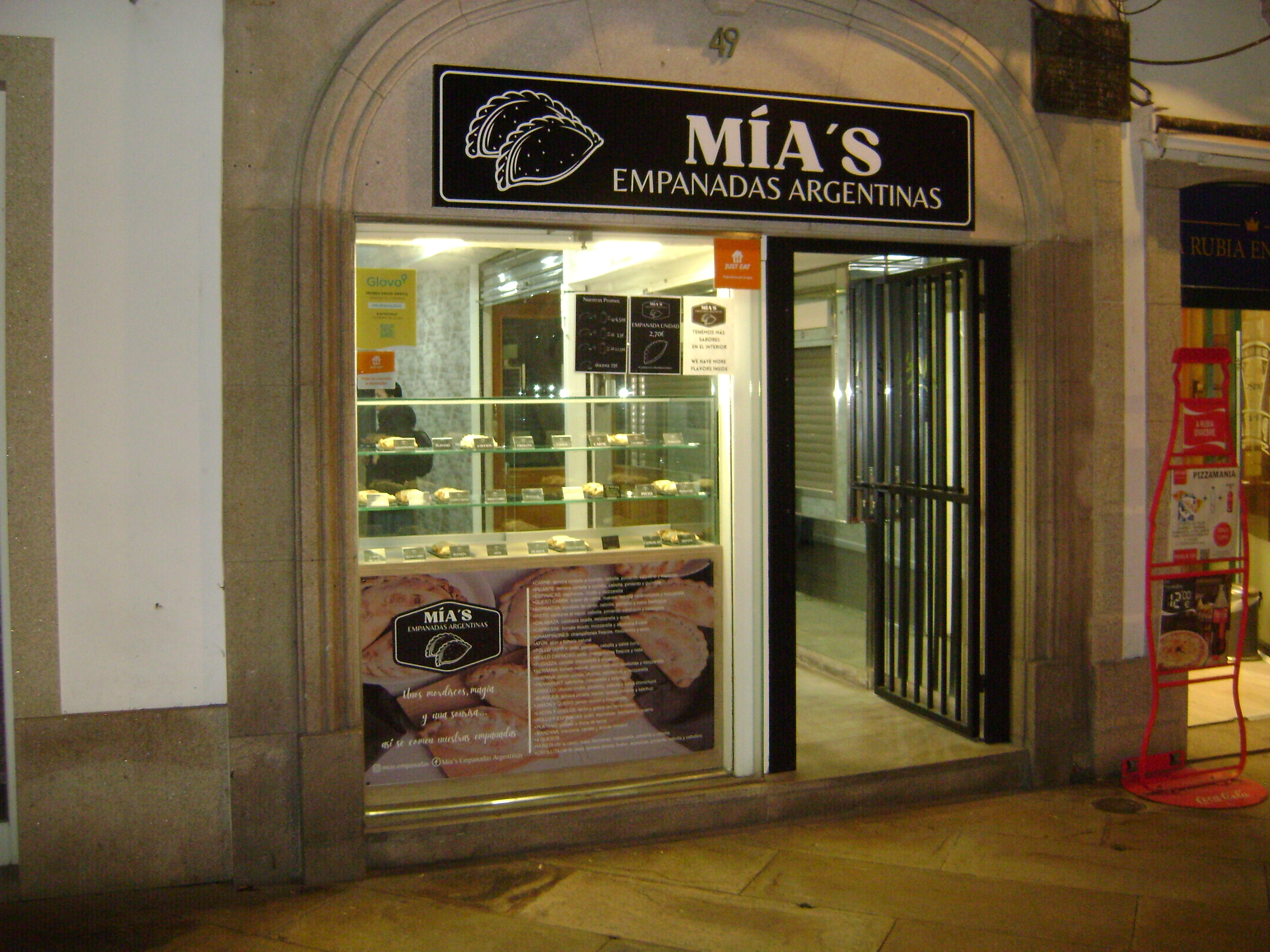
Local de empanadas argentinas en La Coruña, Galicia (España).

La primera ola de emigración se produjo tras la caída de Juan Domingo Perón en 1955, muchos argentinos, tanto civiles como militares, se vieron obligados a exiliarse a Estados Unidos, Panama,  España o Venezuela. Otros fueron perseguidos debido a su afiliación peronista o por oposinerse a la dictadura autodenominada "Revolución Libertadora". Este periodo se caracterizó por la proscripción del peronismo y la represión de sus seguidores, lo que llevó a muchos a buscar refugio en otros países o a participar en movimientos de resistencia clandestina en Argentina. 
La segunda ola de emigración se produjo durante la última dictadura militar, teniendo como destinos principales a España, los Estados Unidos, México, Venezuela e Israel. Durante los años 1990, debido a la supresión de las visas entre Argentina y EE. UU, miles de argentinos emigraron hacia allí. La última gran ola de emigración se dio durante la crisis financiera del año 2001, donde se dirigieron mayormente a Europa, en particular España. Tras la cual 800 000 argentinos se fueron del país. En 2017, según datos del Instituto de Políticas de Migraciones y Asilo de la Universidad Nacional de Tres de Febrero, Argentina se convirtió en uno de los países de mayor emigración en la región, siendo la mayoría de los argentinos que se van profesionales altamente calificados.
En 2010, en respuesta a la crisis, las medidas de ajuste y los fuertes niveles de desocupación que atraviesan países previamente receptores de inmigrantes (como España), se revertio la migración, retornando a la Argentina gran cantidad de los que habían emigrado. Sólo en 2010, se repatriaron 12 237 argentinos. Creció la cantidad de emigrados llegando a un pico de un millón de personas en 2019. 
A partir del 2019 y la posterior pandemia del COVID-19 se observó una nueva corriente emigratoria en Argentina En 2020 emigraron 17.902 personas contra los 14 503 argentinos que reingresaron al país desde el exterior, en 2021 se registran 12 203 salidas y 9807 llegadas. Para el año 2023 alrededor de 17 809 argentinos salieron del país versus 7801 que llegaron. se repatriaron 12 237 argentinos.

## Destino
Los destinos de migración más populares en América son: Estados Unidos, Chile, Paraguay, Brasil, Uruguay, Bolivia y Canadá, aunque también hay otras colectividades de menor tamaño en Venezuela, México, Perú, Colombia, Panamá, Ecuador y Costa Rica. En Europa, España y Francia concentran la mayor cantidad de argentinos, y también hay comunidades numerosas en el Reino Unido, Italia y Alemania. Además, hay importantes colonias en Israel y Australia. Según el último informe migratorio de la OIM, para 2012 había un total de 971 698 emigrantes argentinos. Se calcula que sus descendientes serían alrededor de 1 900 000.
| Puesto       | País de residencia   | Población            | Porcentaje |
| ------------ | -------------------- | -------------------- | ---------- |
| 1.º          | España               | 291 740              | 30.0 %     |
| 2.º          | Estados Unidos       | 224 952              | 23.3 %     |
| 3.º          | Chile                | 102 539              | 10.1 %     |
| 4.º          | Paraguay             | 84 052               | 6.1 %      |
| 5.º          | Israel               | 48 312               | 4.0 %      |
| 6.º          | Bolivia              | 45 424               | 4.7 %      |
| 7.º          | Brasil               | 27 700               | 2.9 %      |
| 8.º          | Uruguay              | 22 743               | 2.3 %      |
| 9.º          | Canadá               | 19 210               | 2.0 %      |
| 10.º         | México               | 18 171               | 1.4 %      |
| 11.º         | Francia              | 17 999               | 1.8 %      |
| 12.º         | Australia            | 14 190               | 1.5 %      |
| 13.º         | Italia               | 11 239               | 1.2 %      |
| 14.º         | Perú                 | 11 100               | 1.1 %      |
| 15.º         | Reino Unido          | 9002                 | 0.9 %      |
| 16.º         | Venezuela            | 8533                 | 0.9 %      |
| 17.º         | Alemania             | 7391                 | 0.8 %      |
| 18.º         | Suiza                | 5706                 | 0.6 %      |
| 19.º         | Costa Rica           | 4292[cita requerida] | 0.5 %      |
| 20.º         | República Dominicana | 3940                 | 0.4 %      |
| 21.º         | Japón                | 3893                 | 0.4 %      |
| 22.º         | Suecia               | 3220                 | 0.3 %      |
| 23.º         | Ecuador              | 2700                 | 0.3 %      |
| 24.º         | Países Bajos         | 2644                 | 0.3 %      |
| 25.º         | Colombia             | 2570                 | 0.3 %      |
| 26.º         | Bélgica              | 1835                 | 0.2 %      |
| 28.º         | Portugal             | 1465                 | 0.2 %      |
| 29.º         | Dinamarca            | 1302                 | 0.1 %      |
| 30.º         | Austria              | 1166                 | 0.1 %      |
| 31.º         | Panamá               | 1154                 | 0.1 %      |
| 32.º         | Nueva Zelanda        | 994                  | 0.1 %      |
| Otros países | Otros países         | 33 733               | 3.1 %      |
| TOTAL        | TOTAL                | 971 698              | 100 %      |